# Zoogenetes harpa
Zoogenetes harpa is een slakkensoort uit de familie van de Valloniidae. De wetenschappelijke naam van de soort werd in 1824 voor het eerst geldig gepubliceerd door Thomas Say. Het is de enige soort in het geslacht Zoogenetes. 

## Beschrijving
Het kegelvormige slakkenhuisje is 3 tot 4 mm hoog en 2,4 tot 3 mm breed. Het bestaat uit 3,5 tot 4 matig bolle windingen, die aan de zijkant vaak wat afgeplat zijn. De laatste winding verlaat de windingas niet. De mond is meestal eivormig of elliptisch en staat enigszins schuin ten opzichte van de lengteas van het huisje. De rand van de mond is dun en breekbaar, de rand is niet omgedraaid of uitgezet. De schaal van het huisje is slechts licht verkalkt, maar is enigszins elastisch door het periostracum. Het oppervlak van de embryonale schaal vertoont zeer fijne, enigszins onregelmatige spiraalvormige strepen, terwijl de teleoconch is bezaaid met min of meer regelmatige, fijne lamellaire ribbels gevormd uit het periostracum. Tussen de ribben zijn onder de microscoop fijne groeilijnen te zien. De fijne ribben geven verse schelpen een iriserend uiterlijk. De cilindrische navel is open. De schaal is bruinachtig, hoornkleurig groenachtig tot olijfkleurig.
De zachte lichaam is vrij klein in verhouding tot de diameter van het huisje. De voet is ongeveer 2/3 van de lengte van de diameter. Het zachte lichaam en de kop zijn leigrijs. De bovenste, relatief korte en dikke tentakels zijn iets donkerder, de onderste tentakels zijn erg kort. De ogen zijn relatief groot. De radula heeft 37 elementen per dwarsrij, dat wil zeggen hij heeft naast de centrale tand 18 zijtanden. De kaak is sterk gekromd en heeft talrijke longitudinale putjes op het oppervlak dat dwars op de kromming loopt.

## Geografische verspreiding en leefgebied
De soort of het geslacht heeft een holartische verspreiding. Het is echter beperkt tot de Noordelijke poolgebieden en de hogere bergen (Rocky Mountains, Alpen, Kaukasus). In Zwitserland komt het voor tot 2200 meter boven zeeniveau. Hij leeft in naaldbossen, vaak op niet-kalkrijke, zelfs zure bodems (in Zwitserland op bodems met een pH van 3,5 tot 5,5), die begroeid zijn met soorten van het geslacht bosbessen (Vaccinium). De slak wordt over het algemeen niet als bedreigd beschouwd, hoewel populaties op sommige locaties in verschillende mate als bedreigd worden beschouwd.

## Levenswijze
Bij de meeste dieren zijn de mannelijke kanalen achteruitgegaan en planten de dieren zich bijna uitsluitend voort door zelfbevruchting. Copulaties zijn dan ook zeer zeldzaam. De soort is ovoviviparie, in het algemeen worden twee tot vier eieren worden vastgehouden in de baarmoeder, waar ze zich achtereenvolgens ontwikkelen. De eieren in de baarmoeder bevinden zich in verschillende stadia van ontwikkeling. De jongen komen uit de eierschaal terwijl ze nog in het ouderdier zitten en verlaten dan het ouderdier; ze hebben al twee schelpwindingen gevormd. De dieren overwinteren vaak slechts enkele centimeters onder bladeren of stenen. De mond wordt afgesloten door een epifragma. Zo overleven ze ook droge zomerperiodes, vaak alleen aan de onderkant van bladeren. Ze worden waarschijnlijk een jaar oud.